# وحيد والمخبرين (مسلسل)
.

## متى عرض ومن الممثلين
وحيد والمخبرين، مسلسل بوليسي كوميدي اجتماعي كويتي من إنتاج والعرض على قناة الراي وعرض في (1 رمضان 1428 هـ 13 سبتمبر 2007)

## فريق الممثلين
- ولد الديرة.
- عبد الرحمن العقل.
- انتصار الشراح.
- بدرية أحمد.
- سمير القلاف.
- عماد العكاري.
- هاني مطر.
- هبة سليمان.
- أسماء.
- طاهر النجادة.
- منى البلوشي.
- إسماعيل الراشد.
- أحمد حبيب.
- طارق زكي.
- مبارك عبد الله.
- محمد الرفاعي.
- مروة خليل.
- ناصح الفضلي.
- مرزوق شهاب.
- فهد البناي.
- عادل الفضلي.
- طلال الخليفة.
- رونق.
- سعاد سلمان.
- أحمد محمد مرتضي.
- شوبير.
- عدنان عادل.